# Óbarok
Óbarok es un pueblo húngaro perteneciente al distrito de Bicske, condado de Fejér.

## Superficie
Cuenta con una superficie de 19,26 km².

## Demografía
Hasta 2024 la población era de 900 habitantes, con una densidad de población de 46,72 hab/km².
| Gráfica de evolución demográfica de Óbarok entre 2020 y 2024 |
|                                                              |
| Datos según la Oficina Central de Estadística de Hungría.    |